# Viktorin Kornel ze Všehrd

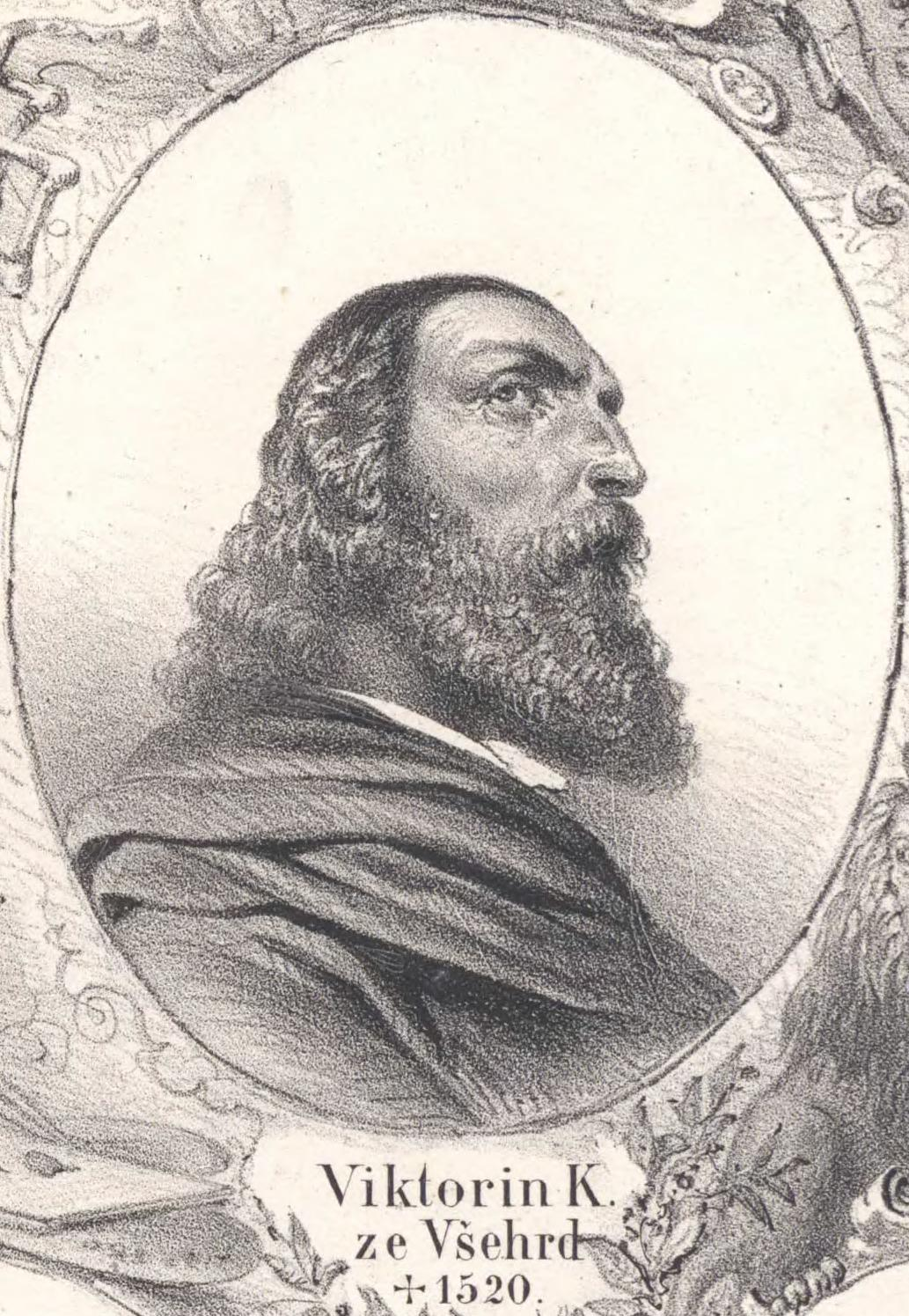
Viktorin Kornel ze Všehrd

Viktorin Kornel ze Všehrd (auch Victorinus Cornelius) (* 1460 in Chrudim; † 21. September 1520 in Prag) war ein tschechischer Schriftsteller, Rechtsanwalt, Meister der Universität und Dekan der Prager Universität.

## Leben
Er stammt aus einer bürgerlichen Familie. 1483 legte er die Prüfung zum Meister der Freien Künste an der Karls-Universität ab und begann anschließend mit Vorlesungen. 1484 ernannte man ihn zum Dekan der Universität, aber bereits 1487 verließ er die Hochschule und nahm von 1493 bis 1497 eine Stellung als Schreiber der Landtafel beim Landgericht an. 1492 wurde er mit dem Titel von Všehrd in den böhmischen Adel aufgenommen. Kornel starb in Prag an Pest. Er liegt in der Kirche St. Johannes der Täufer an der Bleiche begraben.

## Person
Er war mit Bohuslaus Lobkowicz von Hassenstein befreundet. Die Freundschaft endete jedoch an verschiedenen Ansichten über Glaubensfragen. Er war Befürworter der Brüder-Unität, schrieb zunächst in Latein und begann nach gewisser Zeit, als er feststellte, dass seine Werke nicht verstanden wurden, in tschechischer Sprache schreiben. 
Mit den Gedanken des Humanismus kam er zuerst durch seine Begegnung mit Řehoř Pražský in Berührung, einen der Pioniere der neuen Ausrichtung auf der konservativen Universität. Nach dem Verlassen der Universität vertiefte er seine Rechtskenntnisse durch weiteres autodidaktisches Studium.
Sein größtes Verdienst ist jedoch die Niederschrift der Landtafel, deren Originale beim verheerenden Stadtbrand in Prag 1541 dem Feuer zum Opfer fielen.

## Werke
Auf dem Landgericht erhielt er Zugang zu zahlreichen Unterlagen, die er dann auch für sein wichtigstes Buch O práviech, súdiech i dskách země České knihy devatery verwendete. Das Verfassen dieses Buches wurde für ihn schicksalhaft. Nachdem der böhmische Adel festgestellt hatte, dass Kornel einige Passagen aus der Landtafel veröffentlichen wollte, um deren Streichung sie sich bemühten, stellten sie beim König Vladislav II. den Antrag, ihn aus dem Amt zu entfernen. 1497 wurde er des Amtes enthoben, hatte aber genügend Material um das Buch der Öffentlichkeit zugänglich zu machen.
In seinem Buch Přípise knězi Jírovi vertrat er die Ansicht, dass die Aufgabe des Hussismus nicht die Nachahmung der lateinischen Schrift ist, sondern eine eigenständige Glaubenssprache des Volkes. Diese Aussage gab dem Humanismus in Böhmen weiteren Antrieb. 
Er ist der Begründer und Theoretiker der böhmischen humanistischen Übersetzungsarbeiten geworden. Humanistisch war auch seine Auffassung vom Recht. So hielt er als Prinzip der Moral und des Rechts die Nützlichkeit und Ehrlichkeit auch abgeleitet von Werken Ciceros für unabdingbar. Er stellt sich auf die Seite der von der Gesellschaft Benachteiligten und schützt deren Interessen. Als Vertreter der Utraquisten war er überzeugt, dass die tschechische Geschichte im Hussismus gipfelt.
Er übersetzte auch Werke kirchlicher Schriftsteller sowie antike Schriften. 

### Eigene Schriften
- O práviech, súdiech i dskách země České knihy devatery, 1499

### Übersetzungen
- Johannes Chrysostomos: Knihy o napravení padlého, 1495 (s Přípisem knězi Jírovi)
- Cyprian: List k Donátovi o potupení světa, 1501.
- Knihy o napravení padlého

## Bibliografie
- Dějiny české literatury 1, 1959;
- V. Vaněček: Mistr Viktorin Kornel ze Všehrd a další vývoj českého právnictví, 1960
- Sběr prací věnovaných 500. výročí narození Mistru Viktorin Kornel ze Všehrd, Právněhistorické studie 1961